# Elseya papua
Elseya papua is een schildpad uit de familie slangenhalsschildpadden (Chelidae). 

## Naam en indeling
De wetenschappelijke naam van de soort werd voor het eerst voorgesteld door Mehdi Joseph-Ouni en William P. McCord in 2022. In veel literatuur wordt de soort nog niet vermeld. Elseya papua wordt nog niet algemeen erkend, aangezien de soort nog onvoldoende is beschreven.
De soortaanduiding papua is afgeleid van het verspreidingsgebied.

## Verspreidingsgebied
De schildpad komt voor in delen van Azië en leeft endemisch in Indonesië. Hier komt de schildpad alleen voor in de provincie Papoea. Over de habitat en de levenswijze is nog vrijwel niets bekend. 